# Eucalyptus largiflorens
Espèce
Classification phylogénétique
Répartition géographique
Eucalyptus largiflorens, le gommier noir, est une espèce de plantes à fleurs du genre Eucalyptus et de la famille des Myrtaceae. C'est un arbre endémique d'Australie

## Description
C'est un arbre atteignant une vingtaine de mètres de haut à l'écorce blanche, grise et noire.
Les feuilles possèdent un pétiole et sont lancéolées, longues de 15 cm pour un1,5 cm de large, d'un vert gris.
Les fleurs, regroupées en ombelles de 7 à 11 fleurs, sont en position terminale ou axillaire.

## Répartition et habitat
On le trouve en Australie-Méridionale, au Queensland, en Nouvelle-Galles du Sud et dans l'État de Victoria. On le trouve sur les terrains d'argile noire inondés périodiquement.

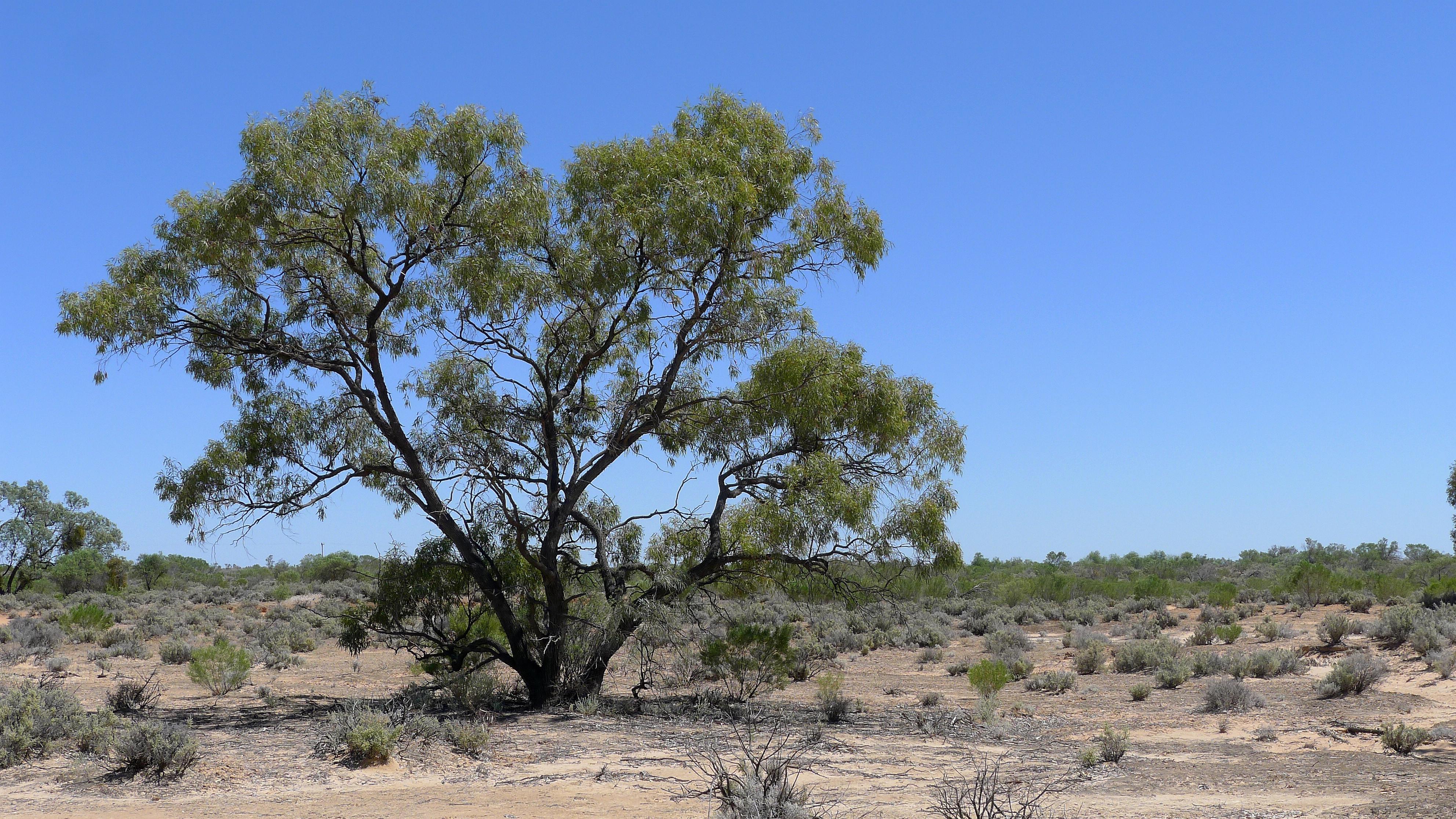
Allure générale (Parc national Kinchega).
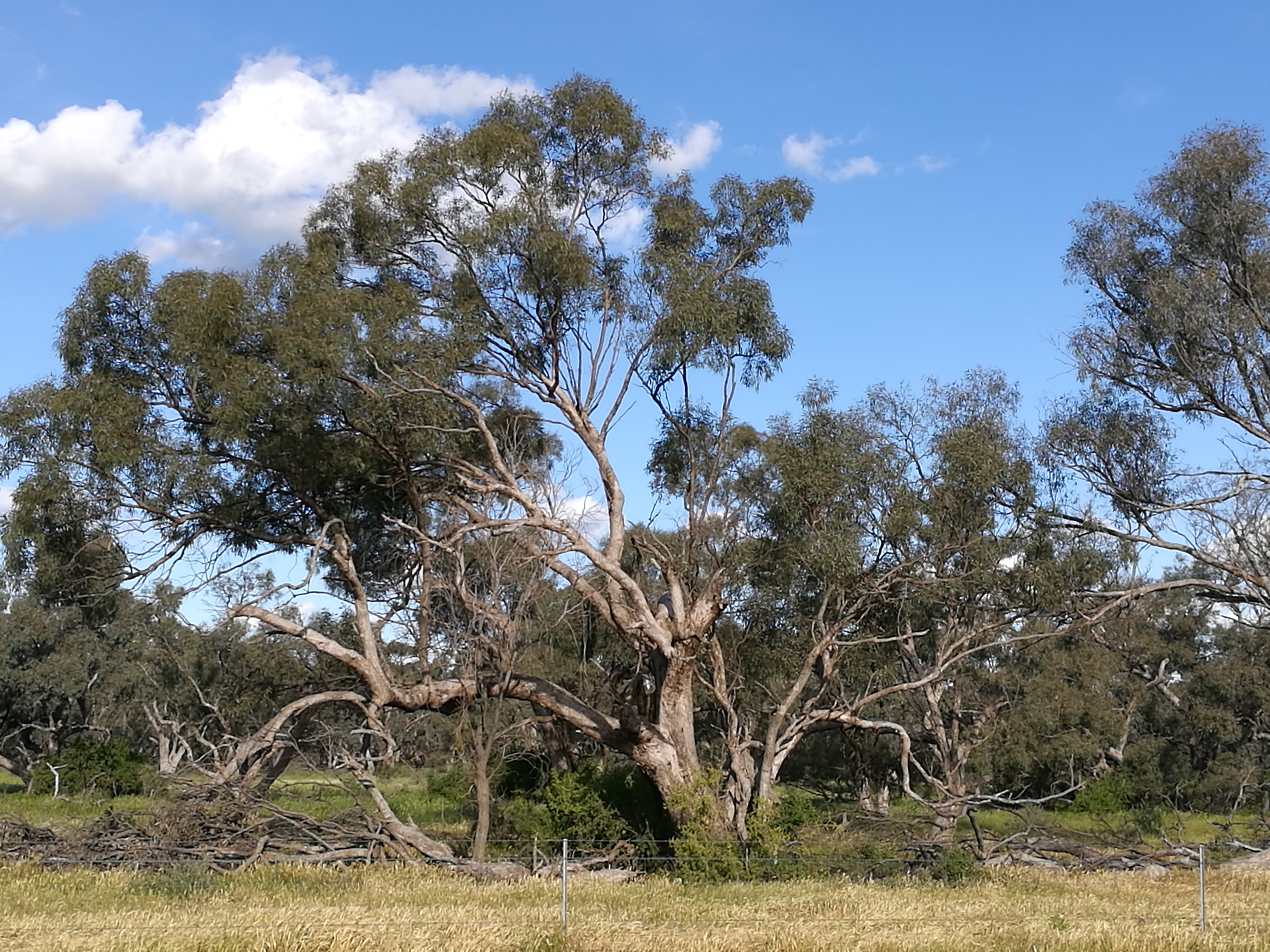
Allure générale (Stearn Plains, Riverina).